# Кендектамак
Кендектама́к (рос. Кендектамак, башк. Кендектамаҡ) — село у складі Туймазинського району Башкортостану, Росія. Входить до складу Ніколаєвської сільської ради.
Населення — 475 осіб (2010; 442 у 2002).
Національний склад:
- башкири — 76 %